# 特雷斯阿羅約斯

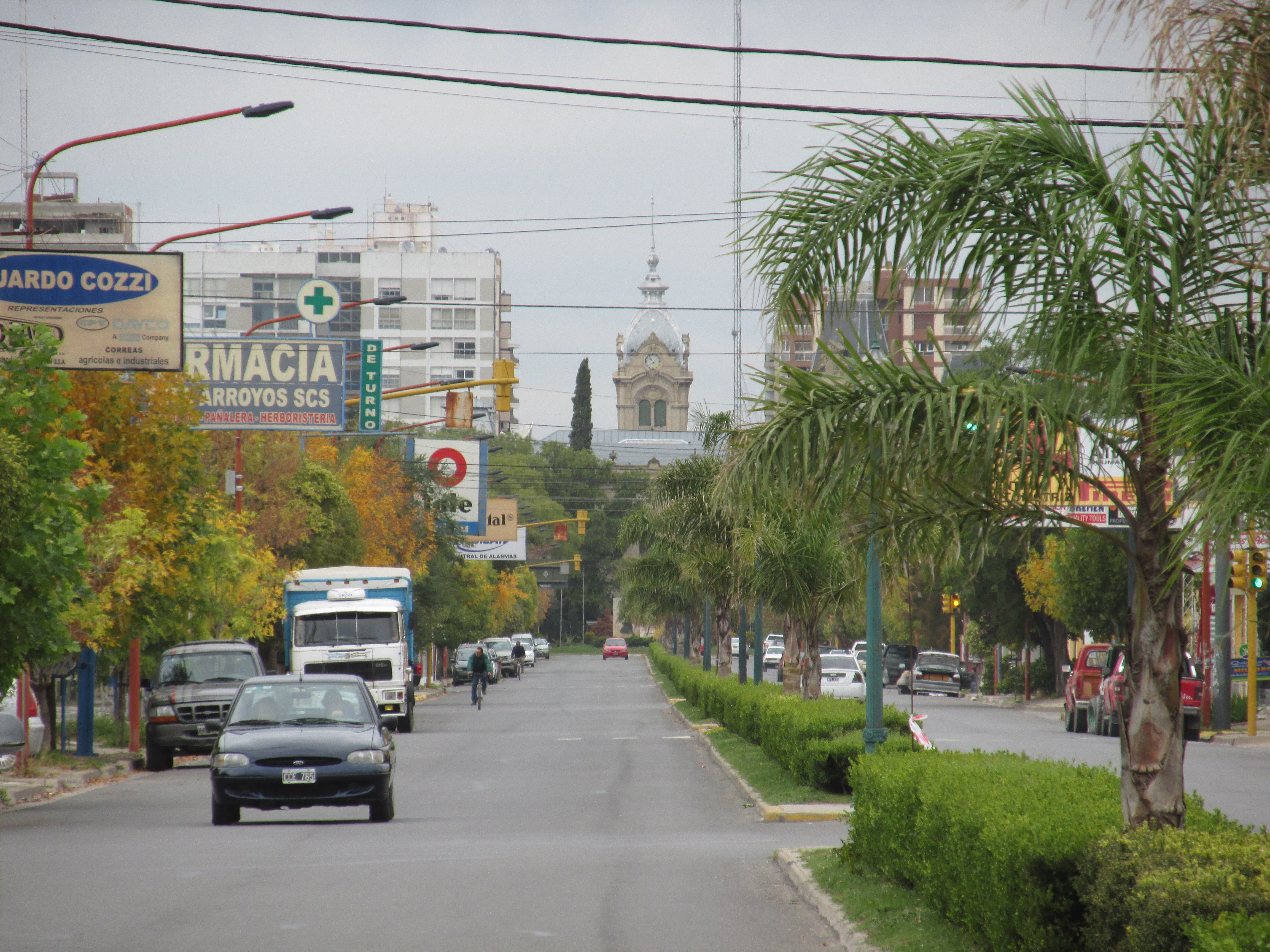
特雷斯阿羅約斯

特雷斯阿羅約斯是阿根廷的城市，位於該國東部，由布宜諾斯艾利斯省負責管轄，始建於1884年4月24日，面積5,681平方公里，海拔高度98米，每年平均降雨量841毫米，2001年人口45,986。

## 外部連結
- （西班牙文） Radio Comunidad Argentina website （页面存档备份，存于）
- （西班牙文） Municipal website （页面存档备份，存于）
- （西班牙文） Tres Arroyos links （页面存档备份，存于）
- （西班牙文） Tres Arroyos portal
- （西班牙文） La Casa del Payador （页面存档备份，存于）
- （西班牙文） Remeras Estampadas, Remeras Locas
- （西班牙文） Diario La Voz Del Pueblo （页面存档备份，存于）
- （西班牙文） Lu 24 Radio Tres Arroyos
- （西班牙文） Munich Bar Restaurant